# ソラージュ
ソラージュ（Solage 14世紀末に活躍、おそらく1403年以降没）は、南フランスの作曲家。アルス・スブティリオルの一次資料とされる『シャンティー写本』に作品が収録されている。
アルス・スブティリオルという呼称は、20世紀になって付けられたもので、14世紀末にアヴィニョン教皇庁を中心に花開いた、退廃的な気味のある楽派を指す。
ソラージュの生涯については何も分かっておらず、作品中の歌詞から推察されるに過ぎない。献辞や歌詞の特定の言及から、たぶんソラージュがフランス宮廷とかかわりのある人物であったことが覗われる。ソラージュのシャンソン《 Pluseurs gens》では、ブルゴーニュ公フィリップの孫ジャクリーヌの誕生（1401年）と婚約（1403年）について言及している。これが年代を辿ることのできる最も新しいソラージュ作品となっている。

## 作品
様式的に言えば、多くの作品が1380年代や1390年代の音楽の典型であり、かつてないほど大規模形式により多くの関心を示しており、より長大な作品をまとめ上げるのに、変奏の技法が多用されるようになっている。
いくつかの作品は実験的であり、たとえば風変わりなロンドー《燻った男が喫煙する（煙を燻べる者） Fumeux fume par fumee》は、低音同士を重ねて段々と半音階的に動くため、声楽家はすっかり当惑してしまうようである。またこの曲は、当時の音楽としては最も低い声域が含まれている。ソラージュは、ギヨーム・ド・マショーの甥っ子も所属した「愛煙家団体」と呼ばれたグループを諷刺しているのである。煙草がヨーロッパに伝わる2世紀も前の話なので、この歌に出てくる「煙」とは、諸説あるものの大麻か阿片のことであろうと推定されており、音楽は麻薬に酔い痴れた芸術家の感じをうまく表現している。
ソラージュ作曲に帰されている作品は10点しかないが、様式的な見地によるとさらに2曲をソラージュ作品に見做しうる。その12曲はすべて『シャンティー写本』に含まれており、その内訳は、9曲のバラード、2曲のヴィルレー、1曲のロンドーとなっている。